# R.U Party
『R.U Party』（アール ユー パーティー）は、RATHER UNIQUEの1枚目のアルバム。

## 概要
「CD+DVD」「CDのみ」の2形態で発売。初回版はスリーブケース仕様で、「飛び出せ! メンバーカード」が封入されている。

## 収録曲

### CD
1. ミラクル・サークル
2. R.U Party 〜Album Edition〜
1stシングル『Winter Bell』のカップリング曲。アルバム・バージョン。
3. Start Spurt
2ndシングル。
4. つつみ込むように…〜R.U.WRAPPING〜
3rdシングル。MISIAの「つつみ込むように…」をサンプリング。
5. othello
6. ピエロ
Inst.。
7. Good Dayz
EXILEのシングル『HEART of GOLD』収録曲。フィーチャリング･ボーカルとしてMICHICOが参加している。
8. SCHOOL OUT feat.DOBERMAN INC
新曲。
DOBERMAN INCがフィーチャリング参加しており、MVも制作されている。
9. ミラクル・サークル?
そのまま次の曲に続いている。
10. La Raza
MC3人の自己紹介ラップ。
11. Truth Proof
2ndシングル『Start Spurt』のカップリング曲。
12. Creator's High
SOHJINによる楽曲。
13. Private dance?
Inst.。
14. SO FUNKY NOISE
EXILEの企画アルバム『HEART of GOLD〜STREET FUTURE OPERA BEAT POPS〜』収録曲。
15. Do Free
MAKIDAIとUSAによる楽曲。
EXILEの「LET ME LUV U DOWN」をサンプリングしている。
16. Going Back feat.MCU
3rdシングル『つつみ込むように…〜R.U.WRAPPING〜』のカップリング曲。MCUがフィーチャリング参加。
17. Winter Bell
1stシングル。
18. ARather Train
インディーズシングル。EXILEの「Choo Choo TRAIN」をサンプリング。
19. BRING THE BEAT BACK Pt.2
EXILEのアルバム『The other side of EX Vol.1』収録曲。

### DVD
- これまでのビデオクリップ全て＋新曲のビデオクリップに加え、ライブ映像やメイキング、メンバーインタビューが収録されている。

1. BRING THE BEAT BACK Pt.2 [MUSIC VIDEO]
2. BRING THE BEAT BACK Pt.2 [MAKING VIDEO]
3. Good Dayz [MUSIC VIDEO]
4. Good Dayz [MAKING VIDEO]
5. Winter Bell [MUSIC VIDEO]
6. Winter Bell [MAKING VIDEO]
7. Start Spurt [MUSIC VIDEO]
石田純一も出演している。
8. Start Spurt [MAKING VIDEO]
9. つつみ込むように･･･〜R.U.WRAPPING〜 [MUSIC VIDEO]
10. SCHOOL OUT feat.DOBERMAN INC [MUSIC VIDEO]
11. R.U Party [LIVE VIDEO]
12. ARather Train DJ SHIBUCHIN S+T RHYTHM remix [LIVE VIDEO]
13. Winter Bell [LIVE VIDEO]
14. BRING THE BEAT BACK Pt.2 [LIVE VIDEO]
15. RATHER UNIQUE are...
メンバーインタビュー。